# Google Sheets
Google Sheets è il programma per i fogli di calcolo dell'applicazione web gratuita Google Documenti. Google Sheets è disponibile come applicazione web, app mobile per: Android, iOS, Microsoft Windows, BlackBerry OS e come applicazione desktop su Chrome OS di Google. L'applicazione è compatibile con i formati di file adottati da Microsoft Excel. Essa consente agli utenti di creare e modificare file online collaborando con altri utenti in tempo reale. Le modifiche vengono salvate in un'apposita cronologia. La presenza di un editor è evidenziata da un colore specifico associato al cursore e a ciò che scrive. Un sistema di autorizzazione regola l'accesso concorrente di più editor allo stesso file.
Gli aggiornamenti hanno introdotto funzionalità che utilizzano l'apprendimento automatico, tra cui  la funzione "Esplora", che offre risposte basate su domande espresse in linguaggio naturale. Quest'ultima funzione è presente anche in Google Docs, Google Slides, Google Drawings, Google Forms, Google Sites e Google Keep.

## Storia
Google Sheets fu derivato da XL2Web, un'applicazione per fogli di calcolo basata sul web e sviluppata dalla ditta 2Web Technologies, fondata da Jonathan Rochelle e Farzad "Fuzzy" Khosrowshahi. XL2Web fu acquisita da Google nel 2006 e trasformata in Google Labs Spreadsheets. Il 6 giugno 2006, Google Sheets fu lanciato come test per un numero limitato di utenti, in base all'ordine di prenotazione. Il test limitato fu successivamente sostituito con una versione beta disponibile per tutti i titolari di un account Google quasi contestualmente a un comunicato stampa ufficiale. Nel marzo 2010, Google acquisì DocVerse, società che commercializzava un software collaborativo per la gestione di documenti online. DocVerse rese possibile la collaborazione online di più utenti su documenti compatibili con Excel e altri formati di Microsoft Office, come Microsoft Word e Microsoft PowerPoint. I miglioramenti basati su DocVerse furono annunciati e implementati nell'aprile 2010. Nel giugno 2012, Google acquisì Quickoffice, una suite di produttività proprietaria gratuita per dispositivi mobili. Nell'ottobre 2012, Google Spreadsheets fu rinominato Google Sheets e fu rilasciata un'app per Google Chrome che forniva collegamenti ai fogli di calcolo.

## Piattaforme
Google Sheets è disponibile come applicazione web supportata sui seguenti browser: Google Chrome, Microsoft Edge, Firefox, Internet Explorer e Safari. Gli utenti possono accedere a tutti i fogli di calcolo, tra gli altri file, collettivamente tramite il sito web di Google Drive. Nel giugno 2014, Google introdusse una homepage del sito web dedicata ai soli file creati con fogli di calcolo. Nel 2014, Google lanciò un'app mobile dedicata ai fogli sui sistemi operativi mobili Android e iOS. Nel 2015, la versione mobile del sito web mobile fu aggiornato con un'interfaccia "più semplice e uniforme".

## Caratteristiche

### Cronologia delle collaborazioni e delle revisioni
Google Sheets funge da strumento collaborativo per la modifica cooperativa di fogli di lavoro in tempo reale. I documenti possono essere condivisi, aperti e modificati da più utenti contemporaneamente e gli utenti possono vedere le modifiche carattere per carattere via via che queste sono apportate dagli altri collaboratori. Le modifiche vengono salvate automaticamente sui server di Google e viene conservata automaticamente una cronologia delle revisioni in modo che le modifiche precedenti possano essere visualizzate e ripristinate. La posizione corrente di un editor è rappresentata con un colore/cursore specifico, funzione particolarmente utile quando due editor stanno modificando la stessa parte di documento. Una chat sulla barra laterale consente ai collaboratori di discutere le modifiche. La cronologia delle revisioni consente agli utenti di vedere le aggiunte apportate a un documento, indicando ciascun autore con un colore distinto. È possibile confrontare solo due revisioni immediatamente consecutive e gli utenti non possono controllare la frequenza con cui le revisioni vengono salvate. I file possono essere scaricati sul computer locale in una varietà di formati come PDF e OpenOffice.org XML. Sheets supporta dei tag di etichettatura per scopi organizzativi e di archiviazione.

### Esplora
Lanciato per l'intera suite di Google Drive a settembre 2016, "Esplora" consente funzionalità aggiuntive tramite il machine learning. In Google Sheets, Esplora consente agli utenti di porre domande (ad esempio "Quante unità sono state vendute durante il Black Friday?") e di ottenere risposte senza richiedere la conoscenza della formule, macro o tabelle pivot da parte dell'utente. A giugno 2017, Google ha ampliato la funzione al fine di creare automaticamente grafici e visualizzare i dati e, nuovamente, a dicembre per includere le tabelle pivot. Nell'ottobre 2016, Google ha annunciato l'aggiunta di "Elementi di azione" a Sheets. Se un utente assegna un'attività all'interno di un foglio, il servizio assegnerà in modo intelligente tale azione all'utente designato. Google afferma che ciò renderà più facile per gli altri collaboratori visualizzare chi è responsabile di una certa attività. Quando un utente visita Google Drive o Sheets, tutti i file contenenti attività a lui assegnate vengono evidenziati con un badge.

### Modifica offline
Per visualizzare e modificare i fogli di lavoro offline su un computer, gli utenti devono utilizzare Google Chrome o Microsoft Edge o un browser basato su Google Chromium. Un'estensione di Chrome, Google Docs Offline, permette agli utenti di abilitare il supporto offline per i fogli e per altri file creati sul sito web di Google Drive. Le app Android e iOS supportano nativamente l'editing offline.

### File
I file nei seguenti formati possono essere visualizzati e convertiti nel formato di Sheets: .xls (se più recente di Microsoft Office 95), .xlsx, .xlsm, .xlt, .xltx, .xltm .ods, .csv, .tsv, . txt e .tab. La dimensione complessiva del documento è limitata a 10 milioni di celle.

### Google Workspace
Sheets e le altre applicazioni di Google Documenti sono gratuiti per i privati. Sheets è disponibile anche come parte del servizio Google Workspace (precedentemente G Suite) rivolto alle aziende, che consiste in un abbonamento mensile che offre ulteriori funzionalità al servizio del business.

### Integrazione con i grafici e Wikipedia
Sheets può produrre Google Charts e dispone di un plugin di terze parti che consente l'integrazione con Wikipedia.

### Altre funzionalità
Una semplice funzione "trova e sostituisci" permette di copiare e incollare il testo fra i seguenti programmi: Google Sheets, Google Docs, Google Slides e Google Drawings. Inoltre, il copia-incolla funziona anche da un PC a un altro. I dati copiati negli Appunti sono salvati sui server di Google fino a un massimo di 30 giorni.
L'estensione di Google Chrome chiamata Office editing for Docs, Sheets and Slides consentiva di visualizzare e modificare i documenti di Google Sheets all'interno di Google Chrome, lanciando la relativa app. Essa poteva aprire sia file salvati in locale che file web senza la necessità di scaricarli (es. allegati di una e-mail, risultati di una ricerca web, ecc.). Inizialmente era un'estensione predefinita di Google Chrome; dal giugno 2019, è presente in modo nativo.
Google Cloud Connect era un plug-in per Microsoft Office 2003, 2007 e 2010, che è stato sostituito da Google Drive a partire dal 30 aprile 2013. Esso poteva archiviare e sincronizzare automaticamente qualsiasi documento Excel in Google Sheets. La copia online veniva aggiornata automaticamente ogni volta che il documento Microsoft Excel veniva salvato. I documenti di Microsoft Excel potevano essere modificati offline e sincronizzati successivamente quando l'utente si riconnetteva. Google Cloud Connect conservava la cronologia delle precedenti versioni dei documenti di Microsoft Excel e abilitava più utenti a collaborare contemporaneamente allo stesso documento.
Lanciato a dicembre 2022, Simple ML è il componente aggiuntivo di Google per il machine learning.